# A級駆逐艦 (2代)
A級駆逐艦（英語: A class destroyer）は、イギリス海軍の駆逐艦の艦級。「アマゾン」と「アンバスケイド」を踏まえた第一次世界大戦後初の量産駆逐艦として、1927-8年度で9隻が建造された。

## 来歴
第一次世界大戦終結後のイギリス海軍は、大戦中に膨れ上がった駆逐艦戦力を整理するため、老朽艦の退役処分を進めるとともに、戦時計画で建造に着手していた未成艦50隻の建造を継続していたことから、しばらくの間、駆逐艦の建造は行われなかった。
その後、1924-5年度で、まず改W級駆逐艦をもとに大戦の戦訓や新しい技術を盛り込んだ新型駆逐艦のプロトタイプとして、ソーニクロフト社が「アマゾン」、ヤーロウ社が「アンバスケイド」を建造した。この成果を踏まえて、1927-8年度で建造された量産駆逐艦が本級である。また本級を元に大型化した嚮導艦として「コドリントン」も建造されたほか、翌年度計画で建造されたB級は、本級の小改正型である。

## 設計
設計面では、おおむね「アマゾン」のものが踏襲された。船首楼型、2本煙突という基本構成や、艦内の諸区画配置も同様である。
ボイラーは、海軍本部の設計によるアドミラルティ式3胴型水管ボイラーを搭載した。蒸気性状は圧力300 lbf/in2 (21 kgf/cm2)、温度315.5℃であった。タービンはパーソンズ式オール・ギヤード・タービンであり、独立した巡航タービンは持たず、高圧タービンの中に設ける方式とされた。これらの機関構成は、以後の艦級でも踏襲された。なお本級ではプロトタイプ艦と比して、航続距離を40パーセント以上延伸して、作戦海面を北大西洋海域にまで拡大した。
また3番艦「アケロン」は、試験的にソーニクロフト式の高温高圧水管ボイラーを搭載しており、蒸気性状は圧力500 lbf/in2 (35 kgf/cm2)、温度398.9℃であった。これによる燃費改善効果は顕著であり、本級では標準的には368 g/hp/hrであったのに対し、同艦では276 g/hp/hrとなった。しかしタービンの不具合などから本格的な試験には至らず、英駆逐艦の高温高圧化は1942年度計画のバトル級駆逐艦まで先送りされることとなった。
なお電源としては、ディーゼルエンジン駆動の停泊発電機の搭載も検討されたものの、人員配置の面から実現せず、結局、プロトタイプ艦と同様に出力40キロワットの蒸気タービン発電機2基の搭載となった。

## 装備
兵装面では、プロトタイプ艦の構成を元に改良・強化を図っている。
艦砲は、改W級以来の45口径12cm砲4門装備が踏襲されたが、従来は野砲を転用した螺栓式の砲（BL 4.7インチ砲Mk.I）であったのに対し、本級では鎖栓式のQF 4.7インチ砲Mk.IXとして、発射速度の向上を図った。また砲盾の形状も改善され、砲員の足元まで防護できるようになった。2番砲に60度の仰角が取れるCP Mk.XIII砲架を採用し、高角砲を兼用させることも構想されたが、これは実現せず、全砲が仰角30度～俯角10度のMk.XIV砲架と組み合わせての搭載となった。
水雷兵器の強化も図られており、従来の駆逐艦が21インチ魚雷発射管を3連装2基搭載していたのに対し、本級では4連装2基とされた。また艦隊の前路掃海などのための対機雷戦兵器として、戦時中に用いられていたパラベーンを改良した2速駆逐艦掃海具（TSDS）が開発され、本級より装備化された。
第二次世界大戦の勃発後には護衛駆逐艦への改装が行われ、生き残っていた艦を対象として、271型レーダーの装備や、後部魚雷発射管をバーターとした45口径7.6cm高角砲（QF 3インチ砲Mk.I）の搭載や対潜爆雷搭載数の増加などが行われた。

## 同型艦
イギリス海軍向けに通常型8隻＋嚮導艦1隻の合計9隻が建造されたほか、カナダ海軍向けに2隻が建造された。
第2次世界大戦の当初から酷使されたため、ノルウェー沖海戦において「アカスタ」と「アーデント」が撃沈されたのを筆頭に、大戦終結までにカナダ艦1隻を含む8隻が失われた。大戦を生き延びた3隻も、戦後間もなく退役の上解体された。
| 運用国       | #   | 艦名                                | 造船所                          | 進水            | 就役            | その後 |
| ------------ | --- | ----------------------------------- | ------------------------------- | --------------- | --------------- | --- |
| イギリス海軍 | D65 | コドリントン HMS Codrington ※嚮導艦 | スワン・ハンター                | 1929年 8月8日   | 1930年 6月4日   | 1940年7月27日、ドイツ空軍機の爆撃により撃沈。 |
| イギリス海軍 | H09 | アカスタ HMS Acasta                 | ジョン・ブラウン                | 1929年 8月8日   | 1930年 2月11日  | 1940年6月8日、ノルウェー沖にて駆逐艦「アーデント」と共に空母「グローリアス」を護衛中、 ドイツ海軍の戦艦「シャルンホルスト」と「グナイゼナウ」の砲撃を受け撃沈（ノルウェー沖海戦）。 |
| イギリス海軍 | H12 | アケイティーズ HMS Achates          | ジョン・ブラウン                | 1929年 10月4日  | 1930年 3月27日  | 1942年12月31日、バレンツ海海戦においてドイツ重巡洋艦「アドミラル・ヒッパー」の砲撃により撃沈。                                                                                      |
| イギリス海軍 | H14 | アクティヴ HMS Active               | ホーソン・レスリー              | 1929年 7月9日   | 1930年 2月9日   | 1947年5月に退役、解体。 |
| イギリス海軍 | H36 | アンテロープ HMS Antelope           | ホーソン・レスリー              | 1929年 7月27日  | 1930年 3月20日  | 1946年に退役、解体。 |
| イギリス海軍 | H40 | アンソニー HMS Anthony              | スコッツ                        | 1929年 4月24日  | 1930年 2月14日  | 1946年3月27日付で予備役編入。1948年2月21日にスクラップとして売却、解体。 |
| イギリス海軍 | H41 | アーデント HMS Ardent               | スコッツ                        | 1929年 6月26日  | 1930年 4月14日  | 1940年6月8日、ノルウェー沖にて駆逐艦「アカスタ」と共に空母「グローリアス」を護衛中、 ドイツ海軍の戦艦「シャルンホルスト」と「グナイゼナウ」の砲撃を受け撃沈（ノルウェー沖海戦）。   |
| イギリス海軍 | H42 | アロー HMS Arrow                    | ヴィッカース・ アームストロング | 1929年 8月22日  | 1930年 4月14日  | 1943年8月4日、アルジェ港にて停泊中に徴用商船「フォート・ラ・モンテ (SS Fort La Montee)」の 爆発事故に巻き込まれ大破。1949年5月に退役し解体。                                        |
| イギリス海軍 | H45 | アケロン HMS Acheron                | ソーニクロフト                  | 1930年 3月18日  | 1931年 10月13日 | 1940年12月17日、ワイト島近海にて触雷・沈没。 |
| カナダ海軍   | D79 | サグネイ HMCS Saguenay              | ソーニクロフト                  | 1930年 7月11日  | 1931年 5月21日  | 1942年11月15日、ニューファンドランド島沖にてパナマ船籍の貨物船「アザーラ (Azara)」と衝突し、 搭載爆雷が誘爆し大破。修理後は練習艦として運用。1945年7月に退役、1946年に解体。        |
| カナダ海軍   | D59 | スキーナ HMCS Skeena                | ソーニクロフト                  | 1930年 10月10日 | 1931年 6月10日  | 1944年10月25日、アイスランドのレイキャビク沖合に浮かぶヴィーズエイ島にて座礁。 1945年6月に売却後解体。                                                                              |

「サグネイ」と「スキーナ」は、カナディアン・リバー級駆逐艦 (もしくは単にリバー級) に分類されることもある。カナディアン・リバー級は14隻存在するが、「サグネイ」と「スキーナ」以外は全てイギリス海軍から引き渡された中古のC級 / D級 / E級 / F級 / G級 / H級駆逐艦である。